# 謝韋爾諾耶區 (新西伯利亞州)

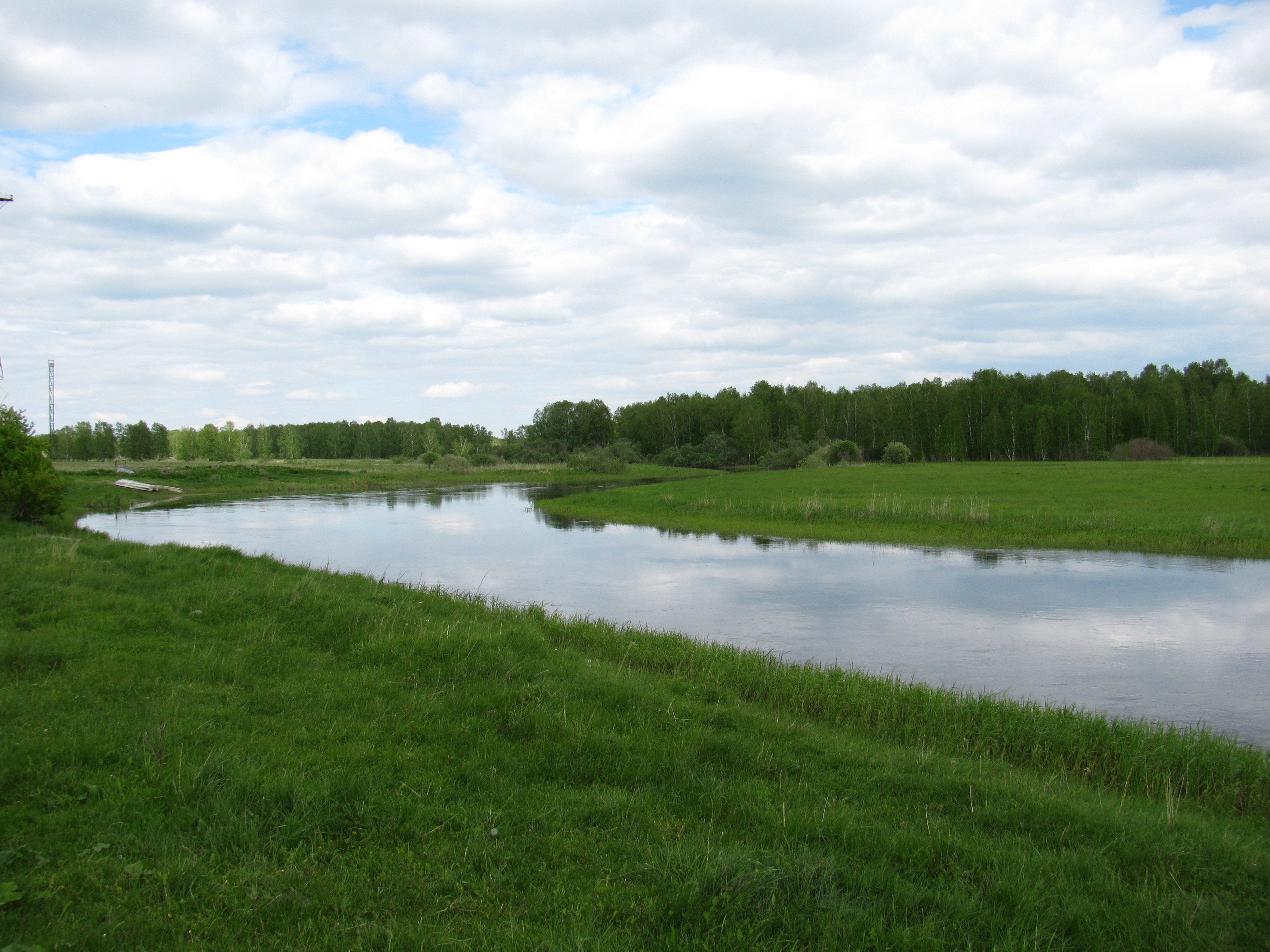

56°21′N 78°22′E / 56.350°N 78.367°E
謝韋爾諾耶區（俄语：Северный район）是俄羅斯的一個區，位於該國南部，由新西伯利亞州負責管轄，面積15,548平方公里，2010年該區人口10,687，人口密度每平方公里0.69人。